# Mantidactylus bellyi
Mantidactylus bellyi es una especie de anfibio anuro de la familia Mantellidae.

## Distribución geográfica
Esta especie es endémica de Madagascar. Habita entre los 100 y 1100 m de altitud en el extremo norte de la isla.

## Descripción
Mantidactylus ambreensis mide de 32 a 41 mm para los machos y de 37 a 46 mm para las hembras. Esta especie se parece mucho a Mantidactylus ulcerosus.

## Taxonomía
Esta especie ha sido eliminada de su sinonimia con Mantidactylus curtus por Vences y Glaw en 2006.

## Etimología
Esta especie se nombra en honor a Belly (François Mocquard no especificó los primeros nombres) que recolectó el primer espécimen con Charles Alluaud.

## Publicación original
- Mocquard, 1895 : Sur une collection de reptiles recueillis à Madagascar par MM. Alluaud et Belly. Bulletin de la Société Philomathique de Paris, sér. 8, vol. 7, p. 112-136[6]